# Sven Malm
Sven August Malm (Stoccolma, 25 febbraio 1894 – Stoccolma, 26 novembre 1974) è stato un velocista svedese.

## Palmarès
- Giochi olimpici

Anversa 1920: bronzo nella staffetta 4×100 metri.